# Kersobleptès
Kersobleptès (en grec : Kερσoβλέπτης / Kersobleptēs) est un roi thrace.

## Biographie
Il est le fils de Cotys Ier, roi des Odrysiens en Thrace, dont il hérite du trône à sa mort en septembre 360 av. J.-C..
Dès le début de son règne, cependant, Kersobleptès est en proie à des problèmes. Il hérite de son père un conflit avec les Athéniens et avec l'ancien trésorier royal rebelle Miltokythes, puis apparaissent deux rivaux pour le trône, Berisades (en) et Amadocus II (en). Malgré les bons services du beau-frère de Kersobleptès, l'aventurier eubéen Charidème, Kersobleptès est contraint de faire la paix avec Athènes et avec ses rivaux, les reconnaissant comme souverains autonomes de certaines parties de la Thrace en 357 av. J.-C. La région contrôlée par Kersobleptès est apparemment située à l'est des fleuves Toundja et Maritsa, avec Amadocus II à l'ouest et Berisades encore plus à l'ouest, à la frontière avec la Macédoine.
Kersobleptès joue un rôle prépondérant dans les contestations et les négociations avec Athènes pour la possession de la péninsule de Gallipoli, Kersobleptès apparaît tout au long du processus comme une simple marionnette de Charidème. La péninsule semble finalement cédée aux Athéniens en 357 av. J.-C., bien qu'ils ne l'occupent pas avec leurs colons avant 353 av. J.-C. ; Isocrate est moins sûr de la date. Pendant un certain temps après la cession de la péninsule, Kersobleptès continue à courtiser les Athéniens, peut-être retenu par la crainte de la flotte athénienne basée dans l'Hellespont.